# Sericanthe leonardii
Sericanthe leonardii är en måreväxtart som först beskrevs av Nicolas Hallé, och fick sitt nu gällande namn av Elmar Robbrecht. Sericanthe leonardii ingår i släktet Sericanthe och familjen måreväxter.

## Underarter
Arten delas in i följande underarter:
- S. l. leonardii
- S. l. venosa